# Maria Maricich
Maria Maricich (ur. 30 marca 1961 w Sun Valley) – amerykańska narciarka alpejska.

## Kariera
W zawodach Pucharu Świata zadebiutowała 5 grudnia 1979 roku w Val d’Isère, gdzie zajęła 29. miejsce w zjeździe. Pierwsze punkty (w latach 1980–1991 punktowało 15 najlepszych zawodniczek) wywalczyła 14 grudnia 1979 roku w Limone Piemonte, gdzie zajęła piętnaste miejsce w kombinacji. Na podium zawodów tego cyklu jedyny raz stanęła 21 stycznia 1983 roku w Megève, kończąc rywalizację w zjeździe na drugiej pozycji. W zawodach tych rozdzieliła Marię Walliser ze Francuzkę Marie-Luce Waldmeier. W sezonie 1982/1983 zajęła 48. miejsce w klasyfikacji generalnej.
Wystartowała na igrzyskach olimpijskich w Sarajewie w 1984 roku, gdzie zajęła 19. miejsce w zjeździe. Podczas rozgrywanych dw lata wcześniej mistrzostw świata w Schladming w 1982 roku w tej samej konkurencji zajęła 26. miejsce.

## Osiągnięcia

### Igrzyska olimpijskie
| Miejsce | Dzień     | Rok  | Miejscowość | Konkurencja | Czas biegu | Strata | Zwyciężczyni   |
| ------- | --------- | ---- | ----------- | ----------- | ---------- | ------ | -------------- |
| 19.     | 16 lutego | 1984 | Sarajewo    | Zjazd       | 1:13,36    | +2,19  | Michela Figini |

### Mistrzostwa świata
| Miejsce | Dzień    | Rok  | Miejscowość | Konkurencja | Czas biegu | Strata | Zwyciężczyni   |
| ------- | -------- | ---- | ----------- | ----------- | ---------- | ------ | -------------- |
| 26.     | 4 lutego | 1982 | Schladming  | Zjazd       | 1:37,47    | +3,47  | Gerry Sorensen |

### Puchar Świata

#### Miejsca w klasyfikacji generalnej
- sezon 1979/1980: 78.
- sezon 1980/1981: 81.
- sezon 1982/1983: 48.
- sezon 1983/1984: 68.

#### Miejsca na podium
1. Megève – 21 stycznia 1983 (zjazd) – 2. miejsce